# Lucía Pinochet

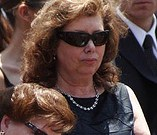
Lucía Pinochet (2006)

Inés Lucía Pinochet Hiriart (* 14. Dezember 1943) ist eine chilenische Politikerin. Sie ist die älteste Tochter des chilenischen Diktators Augusto Pinochet und seiner Frau Lucía Hiriart.
Wegen Steuerbetrugs angeklagt, reiste sie in die USA aus und beantragte dort politisches Asyl. Jedoch wurde sie sofort nach Argentinien abgeschoben, wo sie zuletzt ihren Wohnsitz hatte. Bei der Beerdigung ihres Vaters im Dezember 2006 forderte sie die Anwesenden dazu auf, die Flamme der Freiheit seiner Regierung lebendig zu halten.
Am 13. September 2007 kündigte Lucía Pinochet an, dass sie als Unabhängige für einen Sitz im Parlament für einen Wahlkreis in Santiago de Chile kandidiere. Am 5. Oktober 2007 wurden sie, ihre Mutter und ihre Geschwister sowie 17 weitere Personen, darunter mehrere Generäle, im Zusammenhang mit der 2004 aufgedeckten Affäre um geheime Konten ihres Vaters bei der Washingtoner Riggs-Bank unter dem Vorwurf der Untreue und Verwendung falscher Pässe verhaftet. Nach zwei Nächten wurden die Pinochet-Kinder auf Kaution aus der Haft entlassen. Wenige Wochen später wurde die Anklage gegen sie vom Appellationsgericht von Santiago de Chile niedergeschlagen.
Pinochet wurde bei den Kommunalwahlen 2008 als Gemeinderätin für die Gemeinde Vitacura gewählt.

## Film
- Eszter Cseke, Andras S. Takacs: Mein Vater, der Diktator: Pinochets Tochter. Dokumentarfilm, 2014, 86 Min. (deutsche Fassung auf YouTube)